# Kalotinți, Pernik
Kalotinți (în bulgară Калотинци) este un sat în comuna Zemen, regiunea Pernik,  Bulgaria. 

## Demografie
Componența etnică a satului Kalotinți
     Bulgari (66,17%)
     Romi (33,82%)
     Nicio identificare (0%)
     Altele (0%)
La recensământul din 2011, populația satului Kalotinți era de 68 locuitori. Din punct de vedere etnic, majoritatea locuitorilor (66,17%) erau bulgari, cu o minoritate de romi (33,82%). Pentru 0% din locuitori nu este cunoscută apartenența etnică.